# Mon cœur est une tronçonneuse
Mon cœur est une tronçonneuse (titre original : My Heart Is a Chainsaw) est un roman d'horreur écrit par Stephen Graham Jones, paru en 2021 puis traduit en français et publié en 2023. Il est le premier tome de la série The Indian Lake.
Mon cœur est une tronçonneuse a obtenu le prix Locus du meilleur roman d'horreur 2022 ainsi que le prix Bram-Stoker du meilleur roman 2021 et prix Shirley-Jackson du meilleur roman 2021.

## Éditions
- My Heart Is a Chainsaw, Saga Press, 31 août 2021, 416 p.  (ISBN 978-1-982137-63-2)
- Mon cœur est une tronçonneuse, Rivages, coll. « Rivages/Noir » grand format, 4 octobre 2023, trad. Fabienne Duvigneau, 480 p.  (ISBN 978-2-7436-6107-6)
- Mon cœur est une tronçonneuse, Rivages, coll. « Rivages/Noir », 2 octobre 2024, trad. Fabienne Duvigneau, 460 p.  (ISBN 978-2-7436-6475-6)